# Бондю
Бондю́ (фр. Bondues) — коммуна во Франции, регион О-де-Франс, департамент Нор, округ Лилль, кантон Лилль-2, в 8 км к северу от Лилля. Через территорию коммуны проходит автомагистраль А22.
Население (2017) — 10 103 человека.

## Достопримечательности
- Церковь Святого Ведаста 1893 года в неороманском стиле
- Форт Бондю, построенный в 1875—1885 годах; является частью оборонительного рубежа, возведенного на севере Франции. Сейчас здесь располагается музей Сопротивления
- Шато дю Вер-Буа, построенное в 1660 году в стиле классицизма. Частная собственность, принадлежит семейству Пруво

## Экономика
Структура занятости населения:
- сельское хозяйство — 0,2 %
- промышленность — 21,0 %
- строительство — 5,6 %
- торговля, транспорт и сфера услуг — 51,3 %
- государственные и муниципальные службы — 21,9 %

Уровень безработицы (2017) — 10,4 % (Франция в целом — 13,4 %, департамент Нор — 17,6 %). 

Среднегодовой доход на 1 человека, евро (2017) — 32 190 (Франция в целом — 21 110, департамент Нор — 19 490).

## Демография
Динамика численности населения, чел.

## Администрация
Пост мэра Бондю с 2006 года занимает член партии Республиканцы Патрик Делебар (Patrick Delebarre). На муниципальных выборах 2020 года возглавляемый им правый список победил в 1-м туре, получив 67,85 % голосов.
| Период | Период | Фамилия        | Партия                                   | Примечания |
| ------ | ------ | -------------- | ---------------------------------------- | ---------- |
| 1958   | 1988   | Поль Руссель   |                                          | фермер     |
| 1988   | 2006   | Поль Атье      | Разные правые                            |            |
| 2006   |        | Патрик Делебар | Союз за народное движение, Республиканцы | пенсионер  |

## Города-побратимы
- Хейвардс Хит, Великобритания, Уэльс
- Вюльфрат, Германия

## Галерея

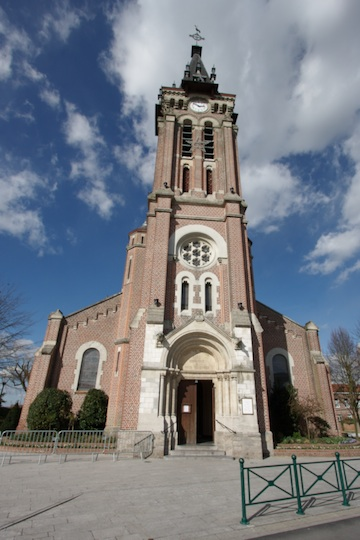
Церковь Святого Ведаста
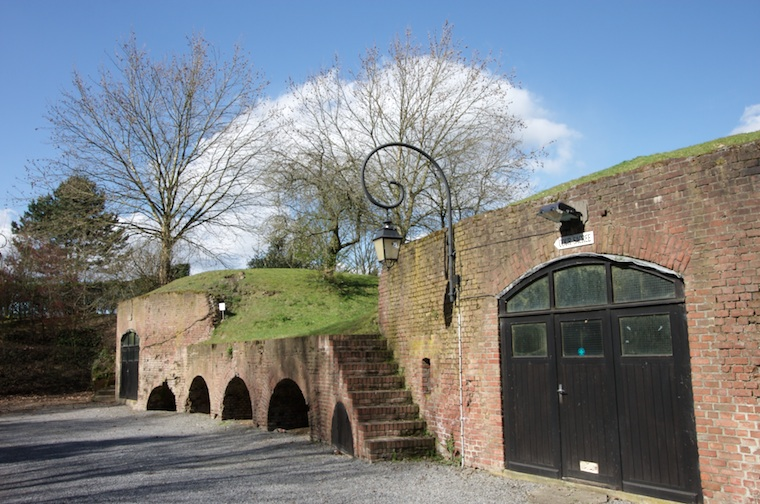
Форт Бондю

1. 1 2  база данных о французских коммунах — Национальный географический институт Франции, 2015.